# DAI (Disseny Arquitectura Interiorisme)
DAI (Disseny Arquitectura Interiorisme) fou un estudi d’arquitectura i interiorisme fundat per Joaquim Prats Aragonès i Carles Fochs i Alvarez l’any 1969, especialitzat en disseny de productes de mobiliari i complements per a l’àmbit domèstic.
Els objectes i mobles sorgits de la col·laboració entre ambdós arquitectes són essencialment funcionals i minimalistes, realitzats amb materials industrials com el polièster reforçat, vidre, metall, plàstics, acer tubular, metacrilat, etcètera. Els dissenys realitzats amb polièster reforçat amb fibra de vidre són una constant en el catàleg de DAI tot destacant el tamboret Pila, la taula TV, la taula Bar, jardineres en color blanc o negre i botellers. DAI va contribuir activament en la promoció del disseny per mitjà de l’agrupació d’editors Grupo Programa, entitat que participà en la creació de BCD (Barcelona Centre de Disseny) l’any 1973. Joaquim Prats Aragonès i Carles Fochs i Alvarez van treballar conjuntament al llarg de sis anys fins que Carles es desvinculà del projecte creant una nova firma anomenada Tàndem.